# Есагила
Есагила (на шумерски език: „къща с вдигната глава“) е главният храм на древния град Вавилон в днешен Ирак, посветен на бога покровител на града Мардук.
В окончателния си вид Есагила е построен в началото на VI век пр.н.е. от владетеля Навуходоносор II. Изоставен е заедно с града към I век пр.н.е. и днес от него има незначителни останки.